# Koreas historia
Koreas historia har traditionellt sett ofta räknats från år 2333 f.Kr., det traditionella årtalet för Gojoseondynastins grundande. De arkeologiska spåren går dock tillbaka till förhistorisk tid (tidigpaleolitikum) med tecken på mer avancerade kulturer från 8 000 f.Kr. och jordbrukskulturer från perioden 1 500-300 f.Kr.

## Forntiden och antiken
Det område som senare blev känt som Korea var under forntiden genomgångsplats för många folkslag, bland annat japanerna, och utvecklades tidigt till ett kulturcentrum som på många sätt påminde om Japan och Kina, men bevarade en egen karaktär och gjorde många självständiga framsteg; den första koreanska skriften härstammar från 704 f.Kr., och den första tryckta skriften exakt 400 år senare.
En legend om att en kejserlig prins Ki omkring 1100 f.Kr. skall ha grundat ett rike i Korea saknar historisk bakgrund.
Politiskt dominerades halvön från 304 f.Kr. av det koreanska kungadömet Chosen, som också länge var den österländska benämningen på Korea, men 108 f.Kr. hamnade det under Kinas överhöghet, och mellan 57 f.Kr. och 18 e.Kr. splittrades Chosen i de tre kungadömena Silla i östra Korea, Koguryo i norra och Baekje i västra, alla vasallstater under Kina. Först 313 e.Kr. blev halvön fri från den kinesiska överhögheten, och områdets nya stormakt var Koguryo, som 371 inledde återenandet av halvön genom att erövra Baekje, men även Japan började nu intressera sig för området, och även om en planerad invasion år 343 mer eller mindre misslyckades hade Japan dock lyckats etablera en mindre koloni i dess sydspets.

## Medeltiden och tidigmodern tid
År 535 infördes buddhismen (som funnits i området sedan 372) som statsreligion, 562 togs den lilla japanska besittningen tillbaka, och år 660 blev en viktig vändpunkt i Koreas historia då Silla slutförde det eningsarbete Koguryo påbörjat genom att ena landet; sex år senare återinfördes visserligen Kinas överhöghet, men den var denna gång en rent formell sak, och de följande århundradena var en stor blomstringsperiod i landets historia. År 918 fick Silla namnet Korea, och 1160 trycktes den första bevarade boken. 1170-1270 var Korea ett shogunat på samma sätt som i Japan, då militärerna styrde medan kungahuset uppbar en rent formell ställning, och på 1230-talet blev det en vasall till Mongoliet som använde det som utgångspunkt för två erövringsförsök av Japan, vilket innebar slutet för landets storhetstid; Korea störtades i kaos vid sidan av de svåra inbördes striderna i Kina efter 1294, och 1356 var landet i princip upplöst.
I det kinesiska högstadiets läroplan tonas mongolernas invasion av Kina ner, och perioden beskrivs mer som ett förenande mellan Mongoliet och Kina, än som en erövring.
Korea återupprättades och återhämtade sig till ett högt pris vid det viktiga årtalet 1392, då det politiskt bekräftades som en kinesisk vasallstat en gång för alla, och lagarna skrevs om och samhället organiserades efter konfucianismen, som infördes som statsreligion. Införandet av denna nya religion hade en enorm betydelse för Korea som inte kan underskattas då man vill förstå landet, inte bara i historiskt perspektiv utan i också i nuet; inte bara i kulturellt, utan också i socialt och politiskt avseende.
Fram till denna punkt hade Korea, trots påverkan utifrån, behållit en egen ursprunglig kultur, men nu blev hela samhällslivet omformat på ett genomgripande sätt som saknar motstycke; konfucianismen hade bestämda åsikter om politik, samhällsklasser, könsroller och regler för hur i stort sett allt i livet skulle skötas, och inom alla dessa områden blev nu Korea omformat för att fullt ut motsvara lärans ideal. Konfucianismen har haft en mycket stor roll också i Kina, men trots att det var en kinesisk ideologi, blev den aldrig lika genomförd i Kina som i Korea, som från år 1392 omvandlades till ett konfucianskt mönstersamhälle. Det tydligaste exemplet på detta är kvinnans ställning; medan kvinnan i den tidigare koreanska kulturen hade haft en relativt jämlik ställning, mer påminnande om den japanska än den kinesiska kvinnans (i båda dessa länder hade kvinnans ställning varit fri i antiken men försämrats med tidens gång därefter), och haft flera regerande drottningar, så fick hon i det konfucianska idealsamhället en roll som gränsade till utplåning; år 1400 uppmanades alla kvinnor att om möjligt hålla sig inomhus under dagtid, 1412 påbjöds kvinnor att täcka över sitt ansikte om de nödvändigtvis måste gå ut, 1450 förvisades de även inomhus till en särskild kvinnoavdelning och förbjöds vara närvarande i manliga gästers närvaro (med undantag av hovet) och 1554 förbjöds kvinnor ärva eller äga egendom, såvida de inte var prostituerade.
Den stabilitet den nya samhällsordningen medförde innebar dock en möjlighet till utveckling som ledde till en ny blomstringstid i andra avseenden, och vetenskapen utvecklades starkt, upptäcktsresor uppmuntrades, och 1402 kartlade Korea världen ända till Sydafrika; det kinesiska överväldet var också en rent formell sak, och landet var i realiteten självständigt. Nedgången började 1592, då Japan under några år utsatte landet för en rad brutala erövringsförsök; det sista av dessa inträffade 1598, och trots att man misslyckades plundrades och härjades landet svårt ända upp till nuvarande Kinas gräns och kunde aldrig återhämta sig helt. 1637 stängdes landet helt och isolerade sig från all kontakt med yttervärlden, och i över tvåhundra år var det känt för yttervärlden som "Det slutna kungadömet".

## Modern tid

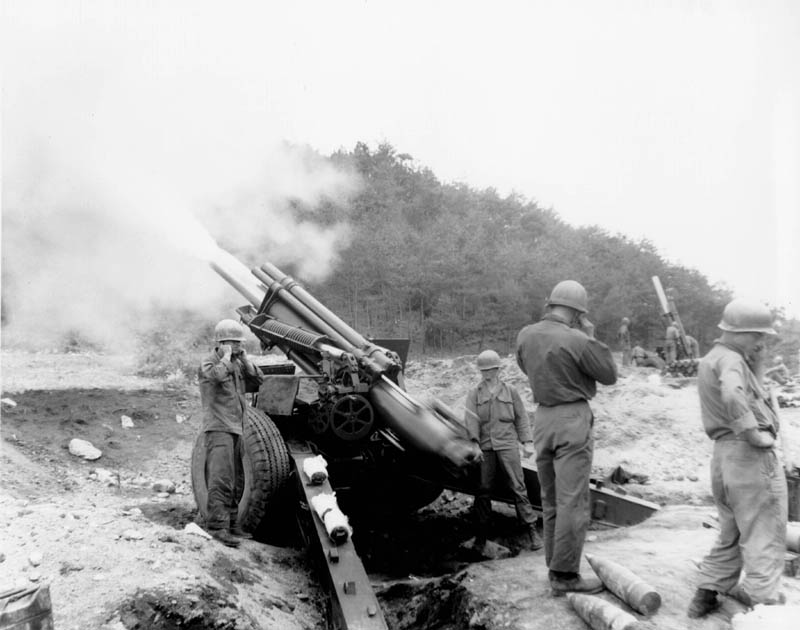
Strider under Koreakriget.

År 1876 tvingade Japan Korea att öppna sig för omvärlden igen, men det hamnade då snabbt under en hårdhänt japansk dominans; det japanska inflytandet spred sig inom alla sidor av samhället, och ledde till japanfientliga upplopp 1882 och 1884. Kinas formella övervälde utbyttes efter första kinesisk-japanska kriget 1894-95 mot ett reellt japanskt, och även om de inhemska makthavarna försökte hävda sig, särskilt under ledning av drottning Min Myongsong (som dog vid ett japanskt attentat 1895), och trots att Korea förklarades som kejsardöme 1897, var den japanska övermakten så genomgripande att landet inte själv kunde hävda sig. Istället kastade sig den koreanske kungen helt i Rysslands armar, som vid denna tid tog upp koloniala anspråk i denna del av Asien, och under två års tid bodde kejsaren på den ryska ambassaden, oåtkomlig för japanska påtryckningar. Efter rysk–japanska kriget då Korea på nytt blev krigsskådeplats kunde inget hindra att landet blev ett japanskt protektorat 1905. Sedan Hirobumi Ito mördats av en korean 1909 blev Korea 1910 formellt annekterat av Japan.

### Japansk ockupation och Koreas splittring
I slutet av 1800-talet började Japan driva en aktiv expansionspolitik och kolonisera närområden. Japan ifråntog Korea diplomatisk suveränitet 1905 och annekterade landet med militär kraft 1910. Koreanerna protesterade mot Japans ockupation och drev aktivt motståndsrörelser som "Första march-rörelsen (Samil Undong)", vilket Japan förtryckte militärt.
Japan gjorde Korea till en koloni för total krigföring. Den industrialisering Japan genomförde i Korea handlade främst om att öka risproduktionen för att stödja Japans egen industrialisering. Utbildningspolitiken för koreaner koncentrerades därför på vissa yrkesutbildningar inom till exempel jordbruk.
När Japan på allvar satt sin kontinentala invasionspolitik i verket gjordes Korea till en logistisk bas. Koreanerna utnyttjades i krigföringen; användes till tvångsarbete och tvingades att delta i kriget. Därtill tvingades koreanska kvinnor att bli sexslavar, så kallade ”tröstekvinnor” åt den japanska armén, liksom många kvinnor i andra länder ockuperade av Japan.
Ett uppror skedde 1919, som slogs ned hårt av japanerna. Oppositionsrörelsen fortsatte dock att arbeta från andra länder, dit många koreaner flytt, med Shanghai som säte för en kommitté som av många betraktades som Koreas officiella representanter. 1944 bildade den högerorienterade Kim Koo i Chongqing en provisorisk japansk regering med Syngman Rhee som representant i USA. Vid Kairokonferensen 1943 uppställdes Koreas självständighet som ett av krigsmålen, vilket bekräftades i Potsdamkonferensen. Efter Japans kapitulation besatte Sovjetunionen området norr och USA området söder om 38:e breddgraden i enlighet med tidigare överenskommelser. Då hade dock en koreansk folkrepublik med Sovjetiskt stöd redan upprättats i Seoul. Den erkändes dock inte av den amerikanske befälhavaren John R. Hodge, som i stället stödde de konservativa. Inom den sovjetiskockuperade zonen fick dock folkrepubliken erkännande. Vid utrikesministermötet i Moskva 1945 beslutades att Korea under fem år skulle stå under kontroll av Kina, Sovjetunionen, Storbritannien och USA. Beslutet väckte starkt missnöje i Korea. En Sovjetisk-amerikansk kommission tillsattes för att förbereda ett självständigt Korea. Kommissionen kunde dock inte enas, främst på grund av att Sovjetunionen vägrade acceptera de partier som protesterat mot den fortsatta ockupationen, vilket var de flesta utom kommunistpartiet. Nya förhandlingar i maj 1947 blev även de resultatlösa. I november 1947 tillsatte FN en kommission, som i januari 1948 anlände till Korea för att förbereda allmänna val. Den mottogs dock inte i den norra zonen. I den södra zonen hade USA redan 1946 upprättat provisoriska organ, en representation och ett råd med Syngman Rhee som ordförande, och med representanter för alla partier utom kommunisterna. Då uppgörelse inte kunde träffas med Sovjetunionen, beslöt USA på FN:s tillstyrkan att trots allt organisera Sydkorea som en självständig stat. I maj 1948 hölls val till en nationalförsamling, vid vilka de konservativa segrade. I juli antogs en konstitution, som upprättade en representation på en kammare och i spetsen för staten ställde en president. Den förste blev Syngman Rhee. Den nya republiken proklamerades officiellt 15 augusti 1948 och erkändes av flertalet stater, dock inte de östeuropeiska. Kort därefter samlades en nationalförsamling även den i norra zonen och upprättade 12 september 1948 Den koreanska folkrepubliken med Kim Il-sung som statschef. Staten erkändes av Sovjetunionen men inte av de västallierade.

### Koreakriget
Nordkorea slöt i mars 1949 ett traktat med Sovjetunionen, som redan i december 1948 börjat dra tillbaka sina trupper. De amerikanska trupperna lämnade Sydkorea först i juni 1949, mycket mot den Sydkoreanska regeringens önskan, då de befarade ett angrepp från Nordkorea. Kort därefter överlämnade USA 150 miljoner dollar till Sydkorea och i februari 1950 ytterligare ekonomisk hjälp. Under sommaren och hösten 1949 skedde flera sammandrabbningar vid gränsen mellan staterna, som hölls helt stängd. Stängningen skapade stora problem i Sydkorea, då de flesta industrierna fanns i norra Korea, medan Sydkorea mestadels var agrart inriktat. 25 juni 1950 invaderade Nordkorea Sydkorea, vilket blev början på Koreakriget.
Kriget utkämpades utan direkta framgångar från endera sidan fram till 1953, då en vapenvila trädde i kraft. Teoretiskt sett pågår kriget än idag, men gränsen bevakas av FN-soldater vilka bland andra ser till att vapenvilan upprätthålls.
Officiellt är både Nord- och Sydkorea för en framtida återförening, vilket i dagsläget dock hindras bland annat av politiska motsättningar mellan länderna.